# 2080 Jihlava
Jihlava (asteróide 2080) é um asteróide da cintura principal, a 2,0427511 UA. Possui uma excentricidade de 0,0614294 e um período orbital de 1 172,79 dias (3,21 anos).
Jihlava tem uma velocidade orbital média de 20,18917122 km/s e uma inclinação de 3,85112º.
Esse asteróide foi descoberto em 27 de Fevereiro de 1976 por Paul Wild.